# 안흥항
안흥항(安興港)은 충청남도 태안군 근흥면 신진도리에 있는 어항이다. 1978년 1월 20일 국가어항으로 지정되었으며, 관리청은 해양수산부 서해어업관리단, 시설관리자는 태안군수이다.

## 연혁
- 안흥항은 고려와 조선 시대에 세곡선의 침몰이 잦았던 안흥량(安興梁)에 위치한 항구로, '안흥'(安興)이란 지명의 유래에 관하여는 선박의 조난이 빈번한 지역이라는 뜻에서 '난행량'(難行梁)이라고 하였다가 조난에 대한 두려움을 줄이고 무사항해를 바라며 '안흥량'이라고 개칭했다는 설과 중국 소아라 사신의 영송소로 건립한 '안흥정'에서 유래했다는 설이 있다.
- 안흥항은 1978년 국가어항으로 지정되면서 기본시설에 대한 계획을 수립한 후 1991년 기본시설을 완공했다.[1]
- 2009년 2월 9일 충청남도는 안흥항을 '다기능어항'으로 개발할 계획이라고 발표했다.[2]

## 어항구역
본 항의 어항구역은 다음과 같다.
- 수역: 정죽리 새우양식장 방조제 남측 기부에서 마도 북측 표고 71m 산정과 마도 남측 돌단 산정을 연결 이곳에서 정남으로 700m 해상점과 죽도를 연결 죽도에서 정동으로 600m 해상점을 각각 연결하는 선을 따라 형성된 공유수면[3]
- 육역: 충청남도 태안군 근흥면 정죽리 10-2 외 36필지(상세내역은 생략)[4]

## 낚시
- 안흥항 앞바다는 물이 맑고 수심이 깊어 우럭의 서식지로 알맞은 곳이다. 우럭 낚시에 좋은 철은 산란을 앞둔 5~7월이다.[5]